# Batalla de La Plata
La batalla de La Plata (10 de julio de 1816) fue un combate de la guerra de Independencia de Colombia, librada en la ciudad de La Plata. Fue el último enfrentamiento militar entre Ejército Realista y el Ejército de la Unión (Patriotas) librado en el marco de la Reconquista de la Nueva Granada, significó el fin de la época de la Primera República   conocida también como la Patria Boba.

## Antecedentes
Después de la capitulación de Cartagena de Indias el 16 de febrero de 1816 Pablo Morillo inició su marcha sobre el interior de la Nueva Granada. De forma incontenible, las columnas de los coroneles Francisco Warleta, Sebastián de la Calzada, Donato Ruiz de Santa Cruz, Miguel de la Torre y Julián Bayer se apoderaron de todos sus objetivos estratégicos mientras Morillo entraba en Santafé de Bogotá el 26 de mayo.
Ante la crítica situación, asumió como presidente neogranadino el jefe de la guarnición de Popayán, teniente coronel Liborio Mejía, quien decidió hacer frente al brigadier Juan de Sámano, que avanzaba peligrosamente desde San Juan de Pasto hacia el norte. En Cuchilla del Tambo (29 de junio) el ejército del sur fue casi completamente destruido. Mejía debió atrincherarse con sus últimos seguidores en La Plata mientras Sámano entraba en Popayán el 1 de julio. 
Al llegar a La Plata el coronel Mejía logró reunirse con los restos del batallón Socorro, a órdenes, del coronel Pedro Monsalve quien había salido con su batallón de Bogotá antes de su captura por los realistas. Con estas fuerzas reunidas, los efectivos independientes no pasaban de 150 hombres. .
Poco después los patriotas recibieron noticias de que fuerzas españolas compuestas de 400 hombres del 2.º batallón de Numancia al mando del teniente coronel Carlos Tolrá se dirigía hacia La Plata con el propósito de combatirlos. Los patriotas decidieron hacerse fuertes en el río del mismo nombre, que corre al occidente de la ciudad, y para el efecto desplegaron sus tropas en unos parapetos a la entrada de un puente de madera que atravesaba el río, utilizando como parapetos las tablas del propio puente y dejando solamente el esqueleto construido con guaduas, por donde no se podía pasar grandes cantidades de personas.

## Batalla
El coronel Tolrá, al llegar con su destacamento y conocer las medidas de los independientes, ordenó que tres compañías; Cazadores, Granaderos y la 3.ª Compañía bajo el mando del capitán Juan Francisco Capdevila, atacaran de frente para distraer al enemigo, mientras él cruzaba el río con el resto de sus tropas para sorprenderlos por la retaguardia.
El combate comenzó a las 11 a. m., los patriotas concentraron su defensa en el puente, lo que le permitió a Tolrá encontrar un vado y atravesar el río, aunque algunos de sus hombres se ahogaron en el intento. Ante el ataque simultáneo por ambos frentes, los independientes se vieron obligados a abandonar sus fortificaciones e intentaron escapar hacia Popayán, atravesando las líneas enemigas.
Las tropas realistas que atacaban por el frente cruzaron las guaduas y, con una carga a bayoneta, desorganizaron aún más a los independientes, provocando su dispersión. La batalla, fue intensa y sangrienta y muchos cadáveres cayeron al río, el combate se definió al caer la tarde. Algunos patriotas lograron escapar del sitio por lo cual Tolrá dispuso que la 4ª compañía fuera a perseguirlos.

## Consecuencias
A pocos días de terminar la batalla los últimos patriotas que habían logrado escapar fueron capturados en su totalidad por la compañía que Tolrá había mandado para perseguirlos. Los capturados fueron el presidente Mejía, el coronel Monsalve y algunos otros oficiales. Según el parte de dado por el coronel Tolrá al general Morillo sobre la acción, el comandante español estimó que los patriotas habían sufrido alrededor de 70 muertos y que había caído en su poder 56 prisioneros. Los españoles también capturaron una bandera y una gran cantidad de material bélico que consistía en 9 cajones de cartuchos, cada uno con 1.000 cartuchos; 2 cajones de cartuchos de cañón de a 4, y pólvora de granel;, 86 paquetes sueltos; 4.000 piedras de chispa; 119 fusiles; 140 bayonetas; 4 cajas de guerra; 2 barras de hierro y una tienda de campaña.La batalla significó el aniquilamiento del batallón Socorro, siendo este el último cuerpo del Ejército de la Unión en sucumbir ante la invasión española.
El 30 de julio, los prisoneros fueron conducidos a Santafé donde se dictaron sus condenas. El presidente Mejía fue ejecutado el 3 de septiembre de 1816 bajo el cargo de traición por orden del general Pablo Morillo y el mariscal de campo Juan Sámano a la edad de 24 años, mientras que el coronel Monsalve fue conducido a El Socorro y fue fusilado por la espalda junto con su hermano Juan José el 3 de septiembre en la plaza de aquella villa también por orden expresa del general Morillo.Mientras que algunos otros prisioneros fueron indultados y otros fueron obligados a servir en las filas del ejército realista.  
Las efímeras Provincias Unidas de la Nueva Granada conocían su fin y comenzaba la Reconquista. Los realistas conseguían eliminar toda resistencia, salvo las guerrillas de los llanos de Casanare, cuya supervivencia será decisiva para el posterior desarrollo del conflicto.